# González (Tamaulipas)
González es una pequeña localidad situada al sur del estado de Tamaulipas en el noreste de México. Es la cabecera del municipio homónimo.

## Historia
Lo que hoy es el Municipio de González, data de muchos años antes de la conquista española, pues en la parte sur de la sierra de Tamaulipas aún se encuentran vestigios de pueblos indígenas, principalmente en los Laureles, San Antonio y Los Frailes.
La Villa de San Juan Bautista de Horcasitas fue fundada el 11 de mayo de 1749 por el capitán José Antonio de Oyervides. Denominada posteriormente Magiscatzin, siendo Cabecera Municipal hasta los años veinte, ya que el 14 de octubre de 1927, por decreto Núm. 42, siendo Gobernador del Estado el Licenciado Felipe Canales, se hizo el cambio del Ayuntamiento de Magiscatzin a González, la cual fue originalmente una estación de ferrocarril, llamada así por encontrarse en los terrenos de la Sucesión González, propiedad del General Manuel González Flores, dueño de la hacienda del Cojo.
La mayoría de los pueblos en Tamaulipas fueron fundados por el colonizador Don José de Escandón entre 1748 y 1755, por lo que tienen un origen histórico muy similar, ya que las crónicas de sus hechos importantes y su evolución social parten de la misma fecha.
En muchos de estos pueblos situados en la faja territorial del norte del Estado; de Tula a Soto la Marina, considerada por los antropólogos y arqueólogos como línea divisoria entre Aridoamérica y Mesoamérica, casi no existen vestigios de antiguas culturas, debido a que las escasas tribus que vivieron en estas regiones eran nómadas y sus moradas dependían básicamente de las temporadas climatológicas, de recolección y caza. La escasa existencia de recursos de manutención no les permitía establecerse definitivamente en sitios determinados, por ello en aquella zona Tamaulipeca no existen vestigios importantes de culturas precortesianas.
En la zona sur del Estado y principalmente en lo que se considera Huasteca Tamaulipeca si existen numerosas ruinas arqueológicas de distintas y antiguas épocas y que desarrollaron cierto grado de cultura.
Entre los municipios que más destacan en la localización de sitios arqueológicos está González, que por distintas circunstancias tiene el privilegio de poseer dentro de su territorio raíces históricas relacionadas con el origen, fundación, nombre y escudo de Tamaulipas.
Esto se debe a que la situación geográfica del municipio favoreció estas circunstancias, ya que el río Guayalejo o Tamesí, fuente inagotable de vida en épocas pasadas, dio lugar al asentamiento de numerosos pueblos indígenas; la exuberante vegetación y manantiales que rodean el Bernal de Horcasitas estuvo habitado por el pueblo de Tanchoy y numerosas rancherías.
La sierra de Tamaulipas, exuberante y misteriosa, todavía guarda muchas sorpresas ya que las ruinas de casi veinte sitios arqueológicos esperan aún que alguna autoridad en la materia se ocupe de ellas para que investigue, estudie y defina su origen y antigüedad.
San Juan Bautista de Horcasitas, hoy Magiscatzin, que por circunstancia que aún se desconoce, fue la primera y única población que el colonizador Don José de Escandón le dio el título de ciudad.
Además en el municipio se encuentra las ruinas de la Tamaholipa, misión y convento, que fundó Fray Andrés de Olmos en el año de 1544, al pie de la sierra y a la orilla del Arroyo del Cojo.
Este antiguo pueblo indígena dio el nombre a la sierra y al estado.
Tancasneque, antiguo pueblo huasteco y después Villa Tamaulipeca, donde estuvo instalada desde 1793 una aduana y puerto fluvial y que más tarde fuera sitio estratégico en el paso del río hacia el interior de la república durante la intervención francesa.
Además el cerro, el majestuoso, misterioso y único en su género eco-geográfico, El Bernal de Horcasitas, que ha sido escogido y plasmado como símbolo y emblema representativo del estado en el Escudo de Tamaulipas.
Por todo lo anterior, a pesar de la antigüedad y abolengo histórico de la señorial Tula, de la importancia como asiento del gobierno y primera capital de la provincia Jiménez; de la importancia de Tampico en sus distintas fases sociales; González, aunque su población joven, su municipio es generoso en ruinas arqueológicas, en monumentos coloniales, en hechos históricos, muy importantes del pasado, que lo conecta profundamente con el origen, nombre y escudo del estado, por ello destaca la presente edición de ”Tamaholipas” las raíces tamaulipecas en el municipio de González.

## Geografía
En el Arroyo del Cojo, desde su nacimiento en la sierra hasta su desembocadura en el Río Tamesí, existen vestigios, y Cues, en el Nogalar, en El Progreso, en La Misión, en el Mezquite, en La Concepción, en El Cojo, en EL Guayabo, en Los Tanques, en El Caimán y cerca del Carrizo y otras.

## Economía
La principal actividad económica es la agricultura y ganadería. El sector industrial es casi nulo y la actividad comercial es local. La población tiene que ir a centros urbanos mayores, como Tampico o Mante para realizar compras especializadas o de mayor nivel, así como para continuar sus estudios universitarios.
Uno de los principales atractivos turísticos es el "Bernal de Horcasitas", que como su nombre lo indica, es un cerro aislado en medio de planicies extensas. El cerro es tan representativo del Estado de Tamaulipas que forma parte del escudo de armas de la entidad.

## Expresidentes
Ada Gabriela Verlage Friedman (1 de octubre de 2021 - 30 de septiembre de 2024)
Guillermo Verlage Berry (1 de octubre de 2018- 30 de septiembre de 2021)
Guillermo Verlage Berry (1 de octubre de 2016- 30 de septiembre de 2018)
Raúl García Vallejo (1 de octubre de 2013 - 30 de septiembre de 2016)    
Manuel González Parreño (2011 - 2013)
Edgar Erwin Verlage Guerrero (2008 – 2010)
Jaime Antonio Juárez Moctezuma (2005 – 2007)
Jesús Miguel Ortega González (2002 – 2004)
José Guadalupe Flores García (1999 – 2001)
Juan Rafael Osorio Garza (1996 – 1998)
Juan Manuel González Astorga (1993 – 1995)
Atilano Almazán Izaguirre (1990 – 1992)
Eleno Luna Hernández (1987 – 1989)
Andrés Núñez Ramos (1984 – 1986)
Diego Padrón Castro (1981 – 1983)
Eleno Luna Hernández (1978 – 1980)
Antonio Rodríguez González (1975 – 1977)
Guadalupe Torres Valdez (1972 – 1974)
Germán Castillo Ahumada (1969 – 1971)
Fidel Infante Martínez (1966 – 1968)
Cornelio Medina Mares (1963 – 1965)
Roberto Miguel Acuña (1961 – 1962)
Cenobio González Salazar (1958 – 1960)
Catarino Tinajero Martínez (1955 – 1957)
Gumercindo Osorio García (1952 – 1954)
Constancio Acuña Tudon (1949 – 1951)
Maurilio Arellano (1946 – 1948)
Luis Domínguez Rosales (1943 – 1945)
Juan Garza Hinojosa (1941 – 1942)
Florentino Gómez T. (1939 – 1940)
Enrique Torres (23 de abril de 1937 a 31 de diciembre de 1938)
Esteban Zúñiga G. (1 de enero a 22 de abril de 1937)
Santos Castillo F. (15 de septiembre de 1935 a diciembre de 1936)
Exiquio Guillén Polanco (1 de enero a 25 de junio de 1935)
Jacinto Juárez Acuña (1933 – 1934)
Benito Raga Hernández (1931 – 1932)
Felipe G. González (1930)
Felipe Álvarez (1 de mayo de 1928 a 31 de diciembre de 1929)
Armando Kauffman Álvarez (1 de febrero a 30 de abril de 1928)
Isidoro Contreras (4 de noviembre a 31 de diciembre de 1927)

## Industria
La industria del municipio está liderada por Tequilera la Gonzaleña que produce el Tequila Chinaco. Fue en 1983 el primer tequila de este nivel en venderse en los Estados Unidos .